# Liste der Kulturdenkmäler in Astert
In der Liste der Kulturdenkmäler in Astert sind alle Kulturdenkmäler der rheinland-pfälzischen Ortsgemeinde Astert aufgeführt. Grundlage ist die Denkmalliste des Landes Rheinland-Pfalz (Stand: 21. Dezember 2021).

## Einzeldenkmäler
| Bezeichnung | Lage                        | Baujahr | Beschreibung                               | Bild                           |
| ----------- | --------------------------- | ------- | ------------------------------------------ | ------------------------------ |
| Wegekapelle | Hauptstraße, vor Nr. 4 Lage | 1909    | Wegekapelle, Backsteinbau, bezeichnet 1909 | weitere Bilder Fotos hochladen |

## Ehemalige Kulturdenkmäler
| Bezeichnung | Lage                    | Baujahr                            | Beschreibung | Bild |
| ----------- | ----------------------- | ---------------------------------- | --- | ---- |
| Quereinhaus | Alte Dorfstraße 15 Lage | zweite Hälfte des 19. Jahrhunderts | Fachwerk-Quereinhaus, teilweise massiv, zweite Hälfte des 19. Jahrhunderts; abgebrochen und aus Denkmalliste gelöscht | BW   |